# صدى الصمت (فلم)
صدى الصمت هو فيلم وثائقي مغربي صدرَ عام 2010.

## القصّة
تُعتبر صناعة الأفلام نقطة جذب قوية لسكان ورزازات بالمغرب. يحلم الكثيرون هناك بالثراءِ بفضل السينما ولذا يُحاولون كثيرًا إنتاج أفلام أو حتى الحصول على أدوار رئيسيّة أو ثانويّة في الأفلام التي تُصوَّر هناك. يُتابع الفيلم الوثائقي صدى الصمت قصّة شابٍ عمل مع براد بيت في فيلمِ بابل لكنه لا يزالُ يعيش بشكلٍ متواضعٍ في التلال القريبة من ورزازات. ينظر غالبيّة الناس حول العالم إلى الأفلام على أنها وسيلةٌ للترفيه أو وسيلة لإثراء ثقافة المرء، لكنها بالنسبة للآخرين من ممثلي الأفلام المحظوظين مصدر رزقٍ كبيرٍ عدى عن ما تُوفِّره لهم من شهرة وأشياء أخرى.
يقتفي هذا الفيلم الوثائقي قصّة حياة الطفل ماهر الذي ينتظرُ وصول الإنتاج السينمائي للعملِ كممثل ثانويّ، وعندما يحصلُ على راتبه المتواضع يذهب مباشرةً لدفعِ إيجار الغرفة ويُعطي الباقي لأمه. يُنكر ماهر ما يحتاجهُ لنفسه كطفل وذلك من أجل عائلته الصغيرة. يتحدثُ الفيلم الوثائقي أيضًا عن ممثلة ثانويّة تُؤدّي أدوارها بنجاح لكنها غيرُ محظوظةٍ بسبب الراتبِ القليل الذي يُدفع لها. القصّة الثالثة في الفيلمِ هي لرجلٍ عجوزٍ بدأ في بناء منزله المتواضع منذ عام 1962 عندما لعب دورًا مع المخرج الإيطالي الشهير بيير باولو باسوليني، وبعد كل فيلم يعملُ فيه يُضيف جدارًا أو بابًا لمنزله الذي لم يكتمل حتى الآن. علاوةً على ذلك، يبحثُ الفيلم الوثائقي عن بوبكر الذي أدى دورًا مهمًا مع براد بيت في الفيلم الشهير بابل ويُحاول تسليط الضوء على المفارقة التي يعيش فيها هذا الممثل الشاب. يعتقد الناس أن بوبكر يعيش مثل الممثلين الهوليووديين المشهورين منذ أن تمت دعوته إلى مهرجان كان الدولي كممثل كبير لكنّ الحقيقة أنه لا يزال يعيش بين الجبال ويحتاج إلى المساعدة لتحقيق حلمه في التحدث باللغة الإنجليزية بشكل جيد وأن يكون ممثلًا كبيرًا في المستقبل.
يُعيد فيلم صدى الصمت تصوير أدوار هؤلاء الممثلين في الأفلام العالمية التي عملوا فيها بطريقة تقلب المواقف رأسًا على عقب لإعطاء صوت للمكتومين ولخلق صورة للوجوه المظلمة، كما يُسلِّطُ الضوء على الحالة النفسية والاجتماعية والمالية «للمثلين الفقراء» لتوسيع حيّزهم في الوجود.